# Bâtonnier du Québec
Le bâtonnier du Québec, ou la bâtonnière du Québec, est un poste décerné à un avocat démocratiquement élu par ses pairs dont la fonction est d'exercer un droit de surveillance général sur les affaires du Barreau du Québec,,. Le bâtonnier du Québec est le président du Barreau du Québec, représente l'ensemble des avocats québécois et assure l'intégrité de leur profession. Cette fonction est toujours accompagnée de deux vice-présidents, élus par le Conseil d'administration.
La bâtonnière actuelle est Catherine Claveau, élue en 2021, et ses vice-présidents sont Julien Beaulieu et Marcel-Olivier Nadeau.

## Description
La tâche principale du bâtonnier du Québec est de siéger sur le Conseil d'administration, l'instance supérieure du Barreau du Québec. Outre le bâtonnier, la structure politique du Conseil d'administration comprend également quatre administrateurs élus par les membres du Barreau de Montréal, trois administrateurs élus par les membres du Barreau de Québec, quatre administrateurs élus par les membres provenant des 13 autres Barreaux de section et leurs districts judiciaires, et enfin quatre représentants du public nommés par l’Office des professions. En plus d'exercer un droit de surveillance sur les affaires du Barreau, le bâtonnier du Québec préside les séances du Conseil d'administration, les assemblées du Conseil des sections et les assemblées générales de l’Ordre des avocats et détient le pouvoir, lors d’une égalité, de trancher en faveur d’une proposition. Tel qu'institué par la Loi sur le Barreau, le bâtonnier du Québec fait partie, de droit, de tous les comités du Barreau, excepté les comités où sa présence entrerait en conflit d'intérêts avec l'intégrité du Barreau, nommément les organismes liées à la discipline et à l'inspection professionnelle ainsi que du comité d'accès à la profession,. Finalement, en sa qualité de président du Barreau, le bâtonnier est chargé de prévenir et de concilier les différends d'ordre professionnel entre les membres du Barreau.
C'est en 1869, à la suite de l'adoption de l'Acte pour amender l'acte concernant le Barreau du Bas-Canada, que celui-ci change de nom et devient officiellement le Barreau de la Province de Québec, ou simplement le Barreau du Québec,.
Depuis 2015, la durée du mandat du bâtonnier est de deux années, alors qu'auparavant elle ne durait qu'une année. Le bâtonnier du Québec peut être réélu pour un second mandat et il est aussi possible mais inhabituel pour celui-ci de solliciter autant de cycle de deux mandats qu’il le souhaite, à la condition qu’un autre bâtonnier ait été élu entre-temps. On nomme « bâtonnable » une personne pressentie pour remplir la charge de bâtonnier et « bâtonnat » le temps pendant lequel une personne exerce les fonctions de bâtonnier du Québec. Chaque année, le bâtonnier publie un texte dans le rapport annuel du Barreau du Québec où il explicite les buts, visées, changements souhaités et accomplissements de l'organisation qu'il représente. Selon la tradition héritée du droit civil français, pratiqué dans de nombreux pays, le bâtonnier de n'importe quel ordre d'avocats est désigné comme primus inter pares, une locution latine signifiant « premier parmi ses pairs »,,,,.
Les avocats ayant exercé la fonction de bâtonnier du Québec conservent ce titre de civilité à vie. On les désigne ainsi par l'usage du préfixe honorifique Monsieur le bâtonnier ou Madame la bâtonnière,.

## Historique
À venir.

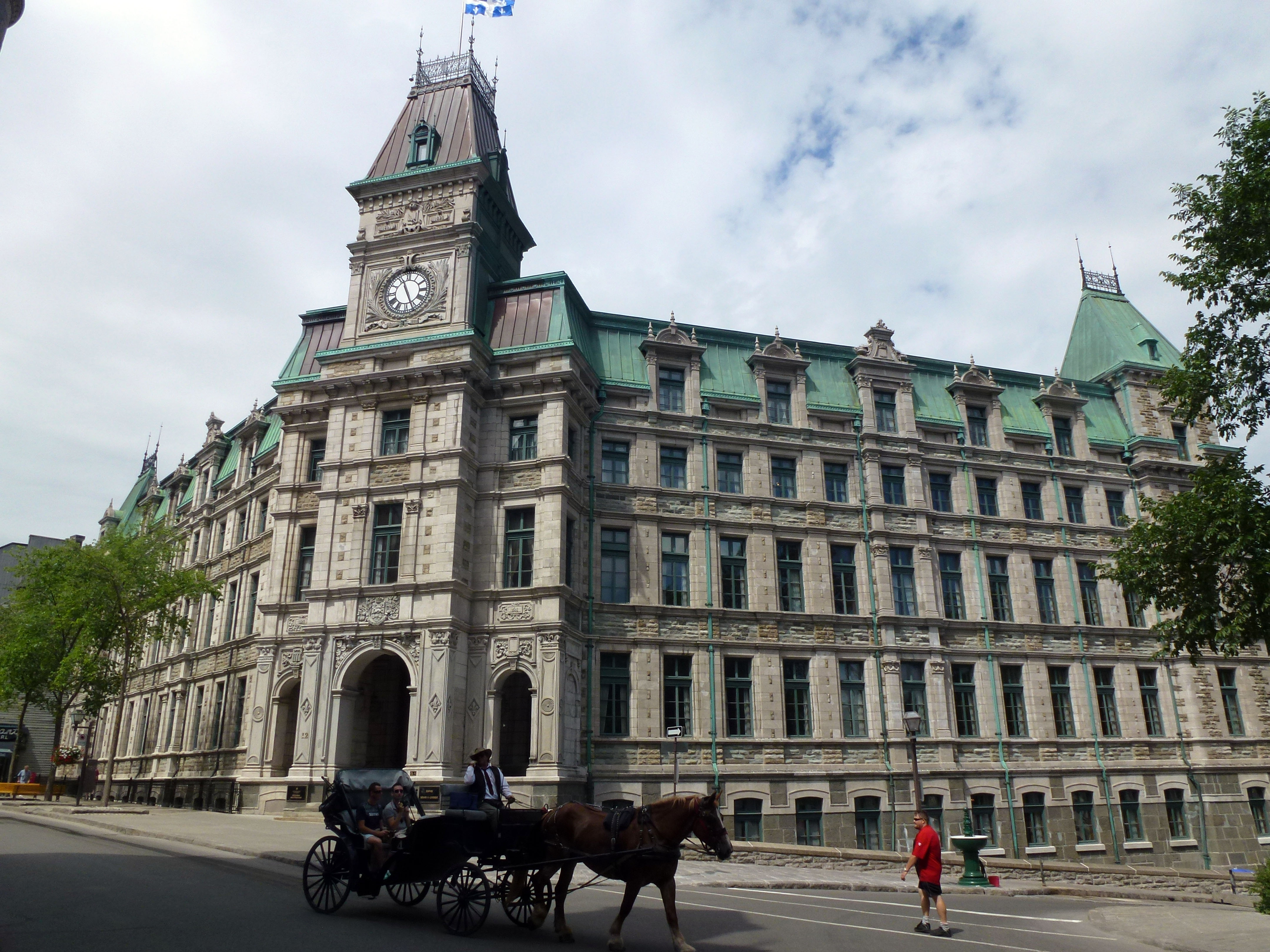
L'ancien Palais de justice de Québec, aujourd'hui l'Édifice Gérard-D.-Levesque.
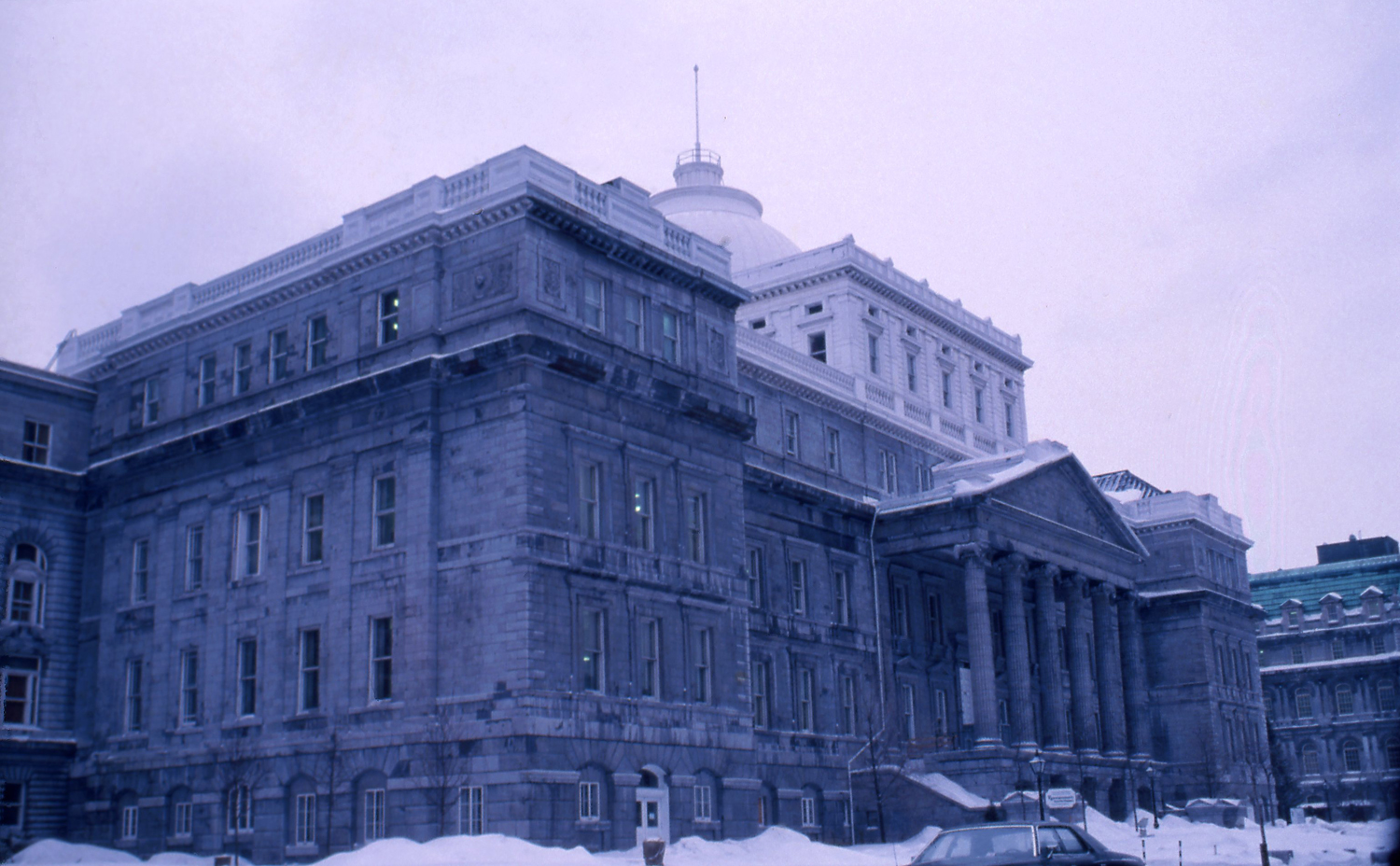
L'ancien Palais de justice de Montréal, aujourd'hui l'Édifice Lucien-Saulnier.
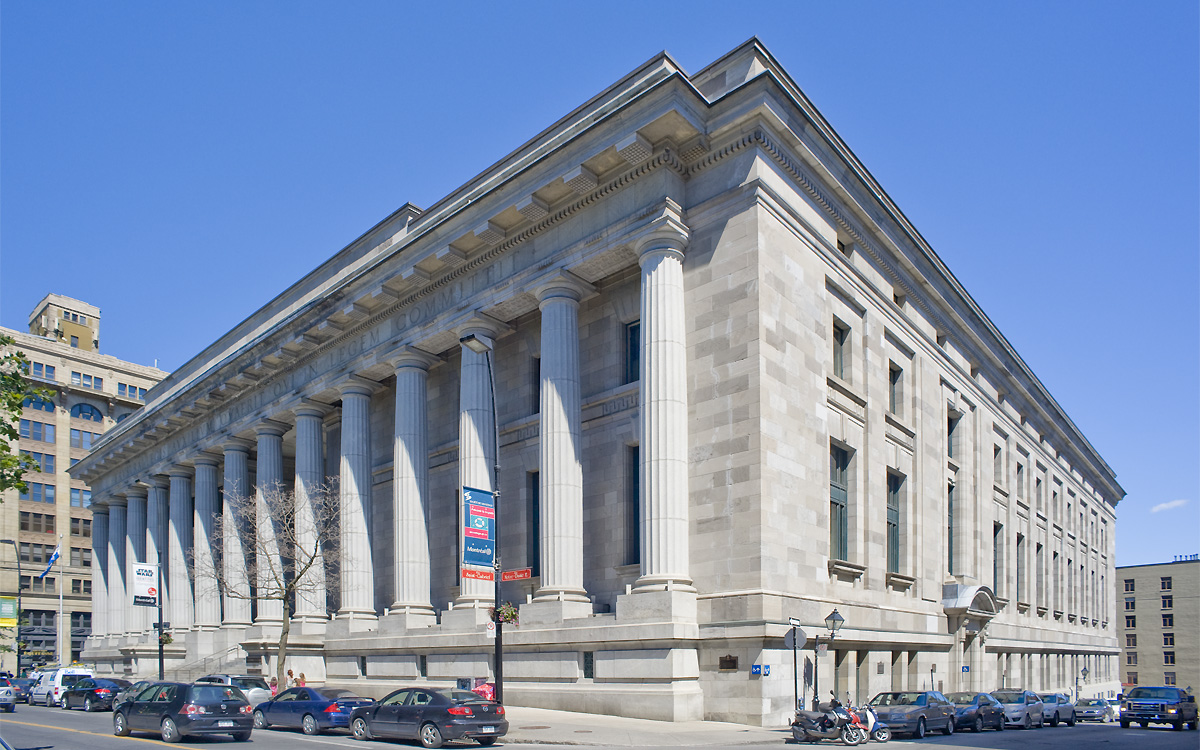
L'Édifice Ernest-Cormier, siège de la Cour d'appel du Québec, à Montréal.
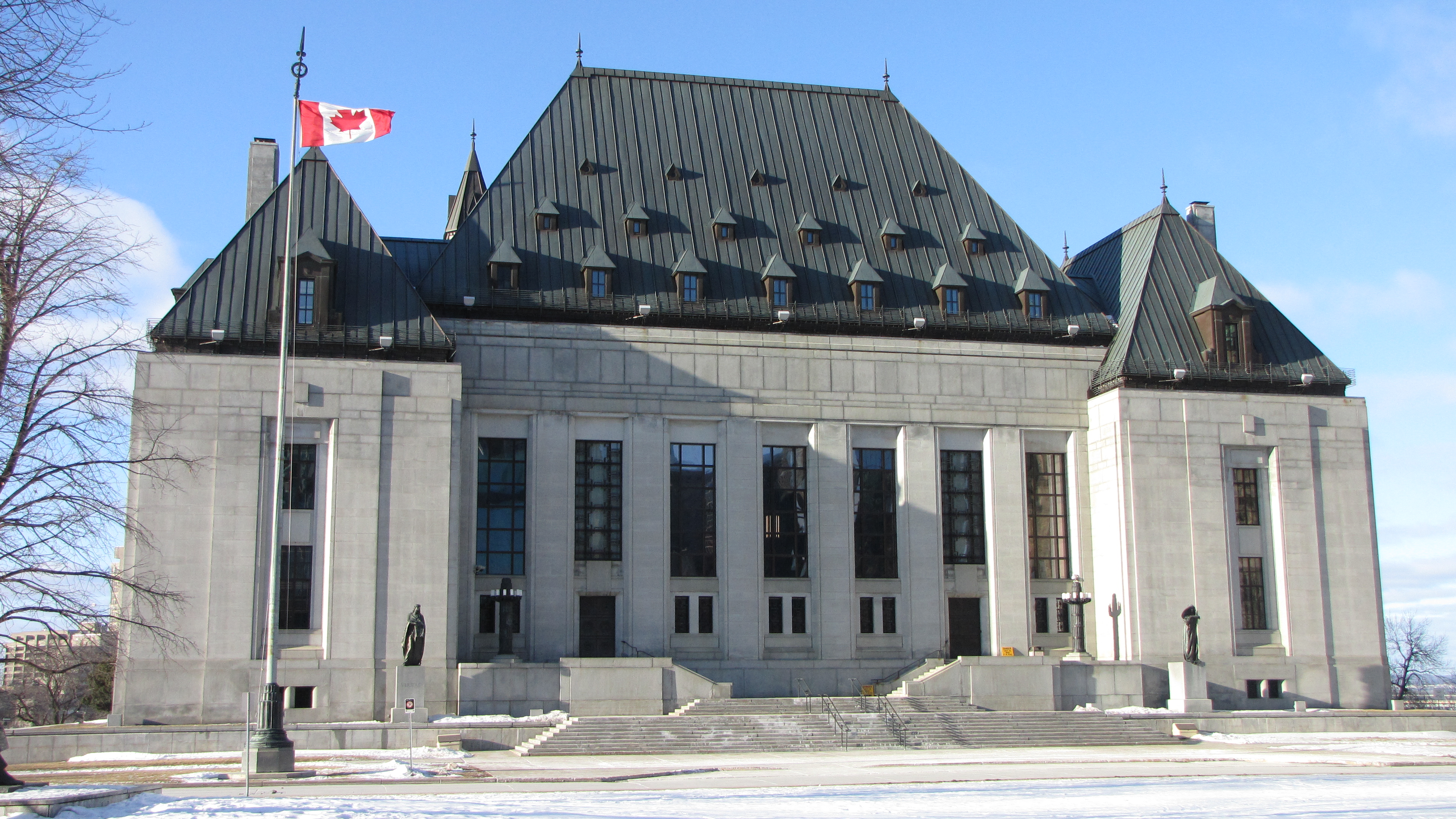
L'Édifice de la Cour suprême, siège de la Cour suprême du Canada, à Ottawa.

## Liste des bâtonniers du Bas-Canada

### Barreau du Bas-Canada (1849-1869)
| Image                                         | Nom                                            | Bâtonnat  | Barreau de section        | Notes | Spécialité     |
| --------------------------------------------- | ---------------------------------------------- | --------- | ------------------------- | --- | -------------- |
| Henry black crop                              | Henry Black (1798-1873)                        | 1849-1850 | Barreau de Québec         | - Premier bâtonnier général de l'histoire du droit au Québec ; - Juge à la Cour de vice-amirauté du Bas-Canada (1836-1873) ; - Député canadien de la Cité de Québec pour les Conservateurs (1841-1844) ; - Premier bâtonnier du Québec issu du Barreau de Québec. - Bâtonnier de Québec (1850-1851) | Droit maritime |
| René-édouard caron ca. 1870                   | René-Édouard Caron (1800-1876) (1er mandat)    | 1850-1851 | Barreau de Québec         | - Conseiller municipal de Québec (1833-1834) ; - Maire de Québec (1834-1836, 1840-1846) ; - Député bas-canadien de la haute-ville de Québec pour les Conservateurs (1834-1836) ; - Conseiller législatif au Conseil législatif du Bas-Canada (1837-1838) ; - Président de la Société Saint-Jean-Baptiste de Québec (1842-1852) ; - Juge à la Cour supérieure (1853-1855) ; - Juge puîné à la Cour du banc de la reine (1855-1873) ; - Lieutenant-gouverneur de la province de Québec (1873-1876). |                |
|                                               | Côme-Séraphin Cherrier (1798-1885)             | 1851-1852 | Barreau de Montréal       | - Député bas-canadien de Montréal pour le Parti patriote (1834-1837) ; - Président de la Société Saint-Jean-Baptiste de Montréal en 1853; - Premier bâtonnier du Québec issu du Barreau de Montréal. - Bâtonnier de Montréal (1855-1856) |                |
| René-édouard caron ca. 1870                   | René-Édouard Caron (1800-1876) (2e mandat)     | 1852-1853 | Barreau de Québec         | - Second mandat ; - Premier bâtonnier à être élu pour un deuxième mandat non-consécutif. |                |
| Antoine Polette                               | Antoine Polette (1807-1887)                    | 1853-1854 | Barreau de Trois-Rivières | - Maire de Trois-Rivières (1846-1853) ; - Juge à la Cour supérieure du Québec (1860-1880) ; - Premier bâtonnier du Québec issu du Barreau de Trois-Rivières. |                |
| John Sewell Sanborn                           | John Sewell Sanborn (1819-1877)                | 1854-1855 | Barreau de Saint-François | - Député canadien de Sherbrooke pour les Libéraux (1851-1854) ; - Député canadien de Compton pour les Libéraux (1854-1857) ; - Sénateur canadien de Wellington pour le Parti libéral du Canada (1863-1873) ; - Juge puîné à la Cour du banc de la Reine (1874-1877) ; - Premier bâtonnier du Québec issu du Barreau de Saint-François. |                |
| 1855-1861 : Noms des bâtonniers inconnus      |                                                |           |                           | |                |
|                                               | Henry Stuart (1815-1871)                       | 1861-1862 | Barreau de Montréal       | - Nommé Avocat de la Ville de Montréal en 1862. - Bâtonnier de Montréal (1856-1858) |                |
| 1862-1865: Noms des bâtonniers inconnus       |                                                |           |                           | |                |
| William locker felton emblème CROP            | William Locker Felton (1812-1877) (1er mandat) | 1866-1867 | Barreau de Saint-François | - Député canadien de Wolfe-Sherbrooke pour le Parti libéral-conservateur (1854-1857). - Bâtonnier de Saint-François (1861-1875) |                |
| Télesphore Fournier                           | Télesphore Fournier (1823-1896)                | 1867-1868 | Barreau de Québec         | - Député fédéral de Bellechasse pour le Parti libéral du Canada (1870-1875) ; - Député provincial de Montmagny pour le Parti libéral du Québec (1871-1873) ; - Juge puîné de la Cour suprême du Canada (1875-1895). - Bâtonnier de Québec (1867-1868) |                |
| Matthew Aylward Hearn J.E. Livernois ca. 1890 | Matthew Aylward Hearn (1833-1901)              | 1868-1869 | Barreau de Québec         | - Candidat fédéral du Parti libéral du Canada aux Élections de 1887 et de 1891 pour Québec-Ouest. - Bâtonnier de Québec (1868-1869) |                |

## Liste des bâtonniers et bâtonnières du Québec

### Barreau du Québec (1869- )

#### XIXe siècle
| Rang | Image | Nom                                           | Bâtonnat  | Barreau de section        | Notes | Spécialité |
| ---- | --- | --------------------------------------------- | --------- | ------------------------- | --- | ---------- |
| 1er  | Honorable Gédéon Ouimet, Superintendant de le Instruction publique 1874-1895, Premier Ministre 1873-1874 | Gédéon Ouimet (1823-1905)                     | 1869-1870 | Barreau de Montréal       | - Député provincial de Deux-Montagnes pour le Parti conservateur du Québec(1867-1876) ; - Procureur général du Québec (1867-1873) ; - 2e Premier ministre du Québec (1873-1874) ; - Surintendant de l'Instruction publique (1876-1895) ; - Conseiller législatif pour la division de Rougemont (1895-1905). - Bâtonnier de Montréal (1869-1870) |            |
| 2e   | | Joseph-Napoléon Bureau (1827-1897)            | 1870-1871 | Barreau de Trois-Rivières | - Maire de Trois-Rivières (1872-1873, 1877-1879). |            |
| 3e   | William locker felton emblème CROP                                                                       | William Locker Felton (1812-1877) (2e mandat) | 1871-1872 | Barreau de Saint-François | - Second mandat ; - Second bâtonnier à être élu pour un deuxième mandat non-consécutif ; - Seul bâtonnier à avoir été à la fois bâtonnier du Bas-Canada et du Québec. |            |
| 4e   | George Irvine                                                                                            | George Irvine (1826-1897) (1er mandat)        | 1872-1873 | Barreau de Québec         | - Député fédéral de Mégantic pour le Parti conservateur du Canada (1867-1872) ; - Député provincial de Mégantic pour le Parti conservateur du Québec (1867-1871) ; - Solliciteur général du Canada (1867-1873) ; - Procureur général du Québec (1873-1874) ; - Député provincial de Mégantic pour le Parti libéral du Québec (1875-1876, 1878-1884). - Bâtonnier de Québec (1872-1873, 1884-1885) |            |
| 5e   | AntoineAimeDorion23                                                                                      | Antoine-Aimé Dorion (1818-1891)               | 1873-1875 | Barreau de Montréal       | - Député canadien de Montréal pour le Parti rouge (1854-1869) ; - 10e Premier ministre du Canada-Est (1858, 1863-1864) ; - Juge en chef du Québec (1874-1891) ; - Premier bâtonnier à être élu pour deux mandats consécutifs. - Bâtonnier de Montréal (1852-1853, 1861-1862, 1873-1875) |            |
| 6e   | JeanLanglois23                                                                                           | Jean Langlois (1824-1886)                     | 1875-1876 | Barreau de Québec         | - Député fédéral de Montmorency pour le Parti libéral du Canada (1867-1878). - Bâtonnier de Québec (1871-1872, 1875-1876) |            |
| 7e   | | William Hastings Kerr (1826-1888)             | 1876-1878 | Barreau de Montréal       | - Candidat provincial du Parti conservateur du Québec aux Élections de 1878 pour Montréal-Centre ; - Second bâtonnier à être élu pour deux mandats consécutifs. - Bâtonnier de Montréal (1875-1879) |            |
| 8e   | Robert Newton Hall                                                                                       | Robert Newton Hall (1836-1907)                | 1878-1879 | Barreau de Saint-François | - Député fédéral de la Ville de Sherbrooke pour le Parti libéral-conservateur (1882-1891). - Bâtonnier de Saint-François (1877-1880) |            |
| 9e   | | Nazaire Lefebvre-Denoncourt (1834-1906)       | 1879-1880 | Barreau de Trois-Rivières | - Maire de Trois-Rivières (1902-1904). |            |
| 10e  | Joseph Guillaume Bossé                                                                                   | Joseph-Guillaume Bossé (1843-1908)            | 1880-1881 | Barreau de Québec         | - Député fédéral de Québec-Centre pour le Parti conservateur du Canada (1882-1887). - Bâtonnier de Québec (1879-1884) |            |
| 11e  | William wilcox robertson                                                                                 | William Wilcox Robertson (1825-1899)          | 1881-1882 | Barreau de Montréal       | - Membre du cabinet d'avocat Robertson, Fleet & Falconer. - Bâtonnier de Montréal (1881-1883) |            |
| 12e  | William thomas white maire sherbrooke                                                                    | William Thomas White (1836-1925) (1er mandat) | 1882-1883 | Barreau de Saint-François | - Maire de Sherbrooke (1885-1887) ; - Juge à la Cour supérieure du Québec (1895-1904). - Bâtonnier de Saint-François (1888-1889, 1891-1892) |            |
| 13e  | | Jean-Baptiste Ludger Hould (1841-1910)        | 1883-1884 | Barreau de Trois-Rivières | - Conseiller municipal de Sainte-Angèle-de-Laval. |            |
| 14e  | George Irvine                                                                                            | George Irvine (1826-1897) (2e mandat)         | 1884-1885 | Barreau de Québec         | - Second mandat ; - Troisième bâtonnier à être élu pour un deuxième mandat non-consécutif. |            |
| 15e  | Louis-Joseph-Édouard Pacaud                                                                              | Édouard-Louis Pacaud (1815-1889)              | 1885-1886 | Barreau d'Arthabaska      | - Conseiller municipal d'Arthabaska ; - Conseiller législatif de Kennebec pour le Parti libéral du Québec (1887-1889) ; - Premier bâtonnier du Québec issu du Barreau d'Arthabaska. - Bâtonnier d'Arthabaska (1884-1887) |            |
| 16e  | Honoré Mercier                                                                                           | Honoré Mercier (1840-1894)                    | 1886-1887 | Barreau de Montréal       | - 9e premier ministre du Québec (1887-1891). - Bâtonnier de Montréal (1885-1887) |            |
| 17e  | John Powell Noyes                                                                                        | John Powell Noyes (1842-1923)                 | 1887-1888 | Barreau de Bedford        | - Premier maire de Waterloo (1891-1892) ; - Commissaire à la Royal Commission on Railways ; - Protonotaire de la Cour supérieure du district de Bedford ; - Greffier de la Cour de circuit ; - Greffier de la Couronne et de la Paix ; - Premier bâtonnier du Québec issu du Barreau de Bedford. |            |
| 18e  | Rouer roy CROP                                                                                           | Rouër Roy (1821-1905)                         | 1888-1889 | Barreau de Montréal       | - Nommé Avocat de la Ville de Montréal (1862). - Bâtonnier de Montréal (1887-1889) |            |
| 19e  | | Henry Braithwaite Brown (1845-1915)           | 1889-1890 | Barreau de Saint-François | - Actionnaire de la compagnie du chemin de fer d'Orford. - Bâtonnier de Saint-François (1886-1887, 1889-1890) |            |
| 20e  | Jean Blanchet                                                                                            | Jean Blanchet (1843-1908)                     | 1890-1891 | Barreau de Québec         | - Candidat fédéral du Parti libéral-conservateur aux Élections de 1872 pour la Beauce ; - Député provincial de Beauce pour le Parti conservateur du Québec (1881-1892) ; - Secrétaire et registraire de la province de Québec (1882-1890) ; - Chef de l’opposition officielle à l'Assemblée nationale du Québec (1890-1891). - Bâtonnier de Québec (1889-1892) |            |
| 21e  | | Louis-Dosithé Paquin (1845-ca. 1910)          | 1891-1892 | Barreau de Trois-Rivières | - Maire de Trois-Rivières (1900-1902, 1905-1905). |            |
| 22e  | Louis-Olivier Taillon vers 1900                                                                          | Louis-Olivier Taillon (1840-1923)             | 1892-1893 | Barreau de Montréal       | - Député provincial de Montréal-Est pour le Parti conservateur du Québec (1875-1886) ; - Député provincial de Montcalm pour le Parti conservateur du Québec (1886-1890) ; - Chef de l’opposition officielle à l'Assemblée nationale du Québec (1887-1890) ; - Député provincial de Chambly pour le Parti conservateur du Québec (1892-1897) ; - 8e premier ministre du Québec (janvier 1887, 1892-1896) ; - Ministre des Postes dans le gouvernement conservateur de Charles Tupper (1896). - Bâtonnier de Montréal (1892-1893) |            |
| 23e  | Thomas Chase-Casgrain                                                                                    | Thomas Chase-Casgrain (1852-1916)             | 1893-1895 | Barreau de Québec         | - Député provincial de Québec pour le Parti conservateur du Québec (1886-1890) ; - Député provincial de Montmorency pour le Parti conservateur du Québec (1892-1896) ; - Député fédéral de Montmorency pour le Parti conservateur du Canada (1896-1904) ; - Député fédéral de Québec pour le Parti conservateur du Canada (1914-1916) ; - Troisième bâtonnier à être élu pour deux mandats consécutifs. - Bâtonnier de Québec (1894-1895)                                                                                       |            |
| 24e  | William thomas white maire sherbrooke                                                                    | William Thomas White (1836-1925) (2e mandat)  | 1895      | Barreau de Saint-François | - Second mandat ; - Quatrième bâtonnier à être élu pour un deuxième mandat non-consécutif ; - Premier bâtonnier à voir son mandat être écourté. |            |
| 25e  | James Dunbar ca. 1880                                                                                    | James Dunbar (1833-1907)                      | 1895-1896 | Barreau de Québec         | - Greffier de la Cour de Vice-Amirauté de la province de Québec (1873-1907) ; - Procureur de la Couronne pour le district judiciaire de Québec (1878-1887). - Bâtonnier de Québec (1876-1877) |            |
| 26e  | | Joseph-Émery Robidoux (1843-1929)             | 1896-1897 | Barreau de Montréal       | - Président de la Commission d'enquête sur l'administration de la justice à Montréal - Commission Robidoux (1878) ; - Membre de la Commission d'enquête sur le palais législatif (1884) ; - Député provincial de Châteauguay pour le Parti libéral du Québec (1884-1892, 1897-1900) ; - Secrétaire du Québec (1890, 1897-1900) ; - Procureur général du Québec (1890-1891) ; - Juge à la Cour supérieure du Québec (1900-1916). - Bâtonnier de Montréal (1895-1897)                                                             |            |
| 27e  | François-Xavier Lemieux (Quebec MLA)                                                                     | François-Xavier Lemieux (1851-1933)           | 1897      | Barreau de Québec         | - Député provincial de Lévis pour le Parti libéral du Québec (1883-1892, 1897-1897) ; - Député provincial de Bonaventure pour le Parti libéral du Québec (1894-1897) ; - Deuxième bâtonnier à voir son mandat être écourté. - Bâtonnier de Québec (1896-1898) |            |
| 28e  | Photograph of Charles Fitzpatrick, M.P (cropped)                                                         | Charles Fitzpatrick (1851-1942) (1er mandat)  | 1897-1898 | Barreau de Québec         | - Député provincial de Québec pour le Parti libéral du Québec (1890-1897) ; - Député fédéral de Québec pour le Parti libéral du Canada (1896-1906) ; - Ministre de la Justice et Solliciteur général du Canada (1896-1902) ; - Juge en chef du Canada (1906-1918) ; - Lieutenant-gouverneur du Québec (1918-1923). - Bâtonnier de Québec (1897-1900) |            |
| 29e  | Christopher Benfield Carter                                                                              | Christopher Benfield Carter (1844-1906)       | 1898-1899 | Barreau de Montréal       | - Échevin du quartier Ouest au conseil municipal de Montréal (1902-1906) ; - Député provincial indépendant de Montréal numéro 5 (1904-1906) ; - Trésorier de l'Association du barreau canadien ; - Président de la Montreal and Sorel Railway. - Bâtonnier de Montréal (1897-1899) |            |
| 30e  | Photograph of Charles Fitzpatrick, M.P (cropped)                                                         | Charles Fitzpatrick (1851-1942) (2e mandat)   | 1899-1900 | Barreau de Québec         | - Second mandat ; - Cinquième bâtonnier à être élu pour un deuxième mandat non-consécutif. |            |

#### XXe siècle
| Rang | Image                               | Nom                                         | Bâtonnat  | Barreau de section              | Notes | Spécialité  |
| ---- | ----------------------------------- | ------------------------------------------- | --------- | ------------------------------- | --- | ----------- |
| 31e  | Horace Archambault 1898             | Horace Archambeault (1857-1918)             | 1900-1901 | Barreau de Montréal             | - Conseiller législatif de Repentigny pour le Parti libéral du Québec(1888-1908) ; - Orateur du Conseil législatif du Québec (1897-1908) ; - Juge à la Cour du banc du Roi (1908-1911) ; - Juge en chef du Québec (1911-1918). |             |
| 32e  | Henry Thomas Duffy - BANQ           | Henry Thomas Duffy (1852-1903)              | 1901-1902 | Barreau de Bedford              | - Député provincial de Brome pour le Parti libéral du Québec (1897-1903) ; - Commissaire des Travaux publics du Québec (1897-1900) ; - Trésorier du Québec (1900-1903). |             |
| 33e  | Siméon Beaudin ca. 1910             | Siméon Beaudin (1855-1915)                  | 1902-1903 | Barreau de Montréal             | - Juge à la Cour supérieure du Québec (1912-1915). - Bâtonnier de Montréal (1902-1903) |             |
| 34e  | Gustave Stuart ca. 1918             | Gustavus George Stuart (1855-1918)          | 1903-1904 | Barreau de Québec               | - Membre du cabinet d'avocat Caron, Pentland & Stuart ; - Membre du conseil d'administration de la compagnie Price Brothers and Company. - Bâtonnier de Québec (1902-1904) |             |
| 35e  |                                     | Joseph-Édouard Méthot (1855-1920)           | 1904-1905 | Barreau d’Arthabaska            | - 13e maire d'Arthabaska (1903-1907). - Bâtonnier d'Arthabaska (1893-1895, 1903-1905) |             |
| 36e  |                                     | Eugène Lafleur (1856-1930)                  | 1905-1906 | Barreau de Montréal             | - Professeur de droit international à l'Université McGill (1890-1908) ; - Membre du cabinet d'avocat Lafleur, MacDougall, Macfarlane & Barclay ; - Membre du cabinet d'avocat Lafleur, MacDougall, Macfarlane & Pope ; - Président de la International Boundary and Water Commission sur la dispute frontalière du Chamizal (1911) ; - Gouverneur de l'Hôpital général de Montréal. - Bâtonnier de Montréal (1905-1906) |             |
| 37e  | François-Xavier Drouin ca. 1915     | François-Xavier Drouin (1845-1922)          | 1906-1907 | Barreau de Québec               | - Juge à la Cour supérieure du Québec (1914-1921). - Bâtonnier de Québec (1904-1907) |             |
| 38e  |                                     | Louis-Edmond Panneton (1848-1935)           | 1907-1908 | Barreau de Saint-François       | - 14e maire de Sherbrooke (1888-1889) ; - Député provincial de Sherbrooke pour le Parti conservateur du Québec (1892-1900) ; - Juge à la Cour supérieure du Québec (1912-1933) ; - Président de la Société Saint-Jean-Baptiste de Sherbrooke (1880, 1907-1908). - Bâtonnier de Saint-François (1887-1888, 1890-1891, 1896-1897, 1898-1899, 1905-1906, 1907-1908) |             |
| 39e  |                                     | Honoré Gervais (1864-1915)                  | 1908-1909 | Barreau de Montréal             | - Député fédéral de Saint-Jacques pour le Parti libéral du Canada (1904-1911) ; - Juge puîné à la Cour du banc du Roi (1911-1915). - Bâtonnier de Montréal (1908-1909) |             |
| 40e  |                                     | Charles-Édouard Dorion (1860-1946)          | 1909-1910 | Barreau de Québec               | - Juge à la Cour supérieure du Québec (1911-1920) ; - Juge puîné à la Cour du banc du Roi (1920-1940) ; - Président de la Commission des droits civils de la Femme - Commission Dorion (1929-1931). - Bâtonnier de Québec (1909-1911) |             |
| 41e  |                                     | Lomer Gouin (1861-1929)                     | 1910-1911 | Barreau de Montréal             | - Député provincial de Montréal no 2 pour le Parti libéral du Québec (1897-1908) ; - 13e premier ministre du Québec (1905-1920) ; - Député provincial de Portneuf pour le Parti libéral du Canada (1908-1920) ; - Député provincial de Saint-Jean pour le Parti libéral du Québec (1912-1913) ; - Conseiller législatif de De Salaberry pour le Parti libéral du Québec (1920-1921) ; - Député fédéral de Laurier-Outremont pour le Parti libéral du Québec (1921-1925) ; - Lieutenant-gouverneur du Québec (1928-1929). |             |
| 42e  | Albert Joseph Brown                 | Albert Joseph Brown (1861-1938)             | 1911-1912 | Barreau de Montréal             | - Directeur de la Banque royale du Canada (1912-1913) ; - Sénateur canadien de Wellington pour le Parti conservateur du Canada (1932-1938). - Bâtonnier de Montréal (1911-1912) |             |
| 43e  |                                     | Louis-Alexandre Taschereau (1867-1952)      | 1912-1913 | Barreau de Québec               | - Député provincial de Montmorency pour le Parti libéral du Québec (1900-1936) ; - Ministre des Travaux publics et du Travail (1907-1919) ; - Procureur général du Québec (1919-1936) ; - 14e premier ministre du Québec (1920-1936) ; - Ministre des Affaires municipales (1924-1935) ; - Trésorier du Québec (1930-1932). - Bâtonnier de Québec (1912-1913) |             |
| 44e  |                                     | John Edward Martin (1859-1929)              | 1913-1914 | Barreau de Montréal             | - Juge puîné à la Cour du banc du roi (1918-1922) ; - Juge en chef à la Cour supérieure du Québec (1922-1929) ; - Président de l'Association du Barreau canadien (1927-1928). - Bâtonnier de Montréal (1913-1914) |             |
| 45e  | Francois de Sales Bastien, ca. 1914 | François de Sales Bastien (1858-1925)       | 1914-1915 | Barreau de Montréal             | - Notaire à Vaudreuil. - Bâtonnier de Montréal (1914-1915) | Notariat    |
| 46e  | Joseph-Alfred Desy ca. 1900         | Joseph-Alfred Désy (1878-1925)              | 1915-1916 | Barreau de Trois-Rivières       | - Juge à la Cour supérieure du Québec (1916-1925) ; - Président de la Commission d'enquête royale sur les affaires municipales des Trois-Rivières - Commission Désy (1919-1921). - Bâtonnier de Trois-Rivières (1915-1916) |             |
| 47e  | Albert William Atwater ca. 1887     | Albert William Atwater (1856-1929)          | 1916      | Barreau de Montréal             | - Député provincial de Montréal no 4 pour le Parti conservateur du Québec (1896-1900) ; - Trésorier du Québec (1896-1897) ; - Troisième bâtonnier à voir son mandat être écourté. - Bâtonnier de Montréal (1915-1916) |             |
| 48e  | Alphonse Bernier                    | Alphonse Bernier (1861-1944)                | 1916-1917 | Barreau de Québec               | - Député provincial de Lévis pour le Parti conservateur du Québec (1912-1916) ; - Juge puîné à la Cour du banc du Roi du Québec (1921-1942) ; - Juge ad hoc à la Cour suprême du Canada. - Bâtonnier de Québec (1915-1917) |             |
| 49e  | Henry J. Kavanagh, ca. 1917         | Henry John Kavanagh (1850-1929)             | 1917-1918 | Barreau de Montréal             | - Membre du cabinet d'avocat Judah, Branchaud & Kavanagh ; - Membre du cabinet d'avocat Kavanagh, Lajoie & Lacoste. - Bâtonnier de Montréal (1917-1918) |             |
| 50e  | Adjutor Rivard                      | Adjutor Rivard (1868-1945)                  | 1918-1919 | Barreau de Québec               | - Juge puîné à la Cour du banc du Roi du Québec (1922-1942). - Bâtonnier de Québec (1917-1919) |             |
| 51e  |                                     | George Green Foster (1860-1931)             | 1919-1920 | Barreau de Montréal             | - Sénateur canadien d'Alma pour le Parti conservateur du Canada (1917-1931). - Bâtonnier de Montréal (1919-1920) |             |
| 52e  | Ferdinand Roy ca. 1920              | Ferdinand Roy (1873-1948)                   | 1920-1921 | Barreau de Québec               | - Enseignant à l'Université Laval (1906-1947) ; - Juge en chef de la Cour de magistrat (1927-1948) ; - Doyen de la faculté de droit de l'Université Laval (1929-1947) ; - Rapporteur de la Commission des droits civils de la Femme - Commission Dorion (1929-1931). - Bâtonnier de Québec (1919-1921) |             |
| 53e  | Joseph-Édouard Perrault             | Joseph-Édouard Perrault (1874-1948)         | 1921-1922 | Barreau d'Arthabaska            | - Député provincial d'Arthabaska pour le Parti libéral du Québec (1916-1936) ; - Député provincial d'Abitibi pour le Parti libéral du Québec (1923). - Bâtonnier d'Arthabaska (1909-1911, 1921-1922) |             |
| 54e  |                                     | Joseph-Léonide Perron (1872-1930)           | 1922-1923 | Barreau de Montréal             | - Député provincial de Gaspé pour le Parti libéral du Québec (1910-1912) ; - Député provincial de Verchères pour le Parti libéral du Québec (1912-1916) ; - Ministre de la Voirie (1921-1929) ; - Député provincial de Montcalm pour le Parti libéral du Québec (1929-1930) ; - Ministre de l'Agriculture (1929-1930). - Bâtonnier de Montréal (1922-1923) |             |
| 55e  |                                     | Antonin Galipeault (1879-1971)              | 1923-1924 | Barreau de Québec               | - Député provincial de Bellechasse pour le Parti libéral du Québec (1909-1930) ; - Orateur de l'Assemblée législative du Québec (1916-1919) ; - Ministre des Travaux publics et du Travail (1919-1930) ; - Juge à la Cour du banc du Roi (1930-1950) ; - Juge en chef du Québec (1950-1961). - Bâtonnier de Québec (1921-1924) |             |
| 56e  | John Wilson Cook                    | John Wilson Cook (1875-1936)                | 1924-1925 | Barreau de Montréal             | - Membre du cabinet d'avocat Fleet, Falconer & Cook ; - Membre du cabinet d'avocat Cook, McMaster & Magee. - Bâtonnier de Montréal (1924-1925) |             |
| 57e  | Napoléon Kemner Laflamme            | Napoléon Kemner Laflamme (1865-1929)        | 1925-1926 | Barreau de Montréal             | - Député fédéral de Drummond-Arthabaska pour le Parti libéral du Canada (1921-1925) ; - Sénateur canadien de Mille Isles pour le Parti libéral du Canada (1927-1929). - Bâtonnier de Montréal (1925-1926) |             |
| 58e  |                                     | Charles Bourgeois (1879-1940)               | 1926-1927 | Barreau de Trois-Rivières       | - Député fédéral de Trois-Rivières-Saint-Maurice pour le Parti conservateur du Canada (1931-1935) ; - Sénateur canadien de Chaouinigane pour le Parti conservateur du Canada (1935-1940). |             |
| 59e  |                                     | Elzéar Baillargeon (1877-1935)              | 1927-1928 | Barreau de Québec               | - Membre du cabinet d'avocat Drouin, Pelletier & Baillargeon ; - Membre du cabinet d'avocat Baillargeon, Belleau, Fortier et Des Rivières ; - Professeur de droit civil à l'Université Laval (1917-1935). - Bâtonnier de Québec (1927-1928) | Droit civil |
| 60e  |                                     | Rodolphe Monty (1874-1928)                  | 1928      | Barreau de Montréal             | - Secrétaire d'État du Canada (1921) ; - Candidat fédéral du Parti conservateur du Canada aux élections 1921 pour Beauharnois ; - Candidat fédéral du Parti conservateur du Canada aux élections 1925 pour Laurier—Outremont ; - Quatrième bâtonnier à voir son mandat être écourté ; - Premier bâtonnier à mourir en fonction. - Bâtonnier de Montréal (1928) |             |
| 61e  |                                     | Henri Gérin-Lajoie (1859-1936)              | 1928-1929 | Barreau de Montréal             | - Cofondateur de la Banque provinciale du Canada (1900) ; - Membre du cabinet d'avocat Bisaillon, Brosseau, Lajoie & Lacoste ; - Membre du cabinet d'avocat Kavanagh, Lajoie & Lacoste ; - Membre du conseil d'administration de l'hôpital Notre-Dame de Montréal ; - Membre du conseil d'administration de l'hôpital Sainte-Justine. - Bâtonnier de Montréal (1928-1929) |             |
| 62e  |                                     | Louis St-Laurent (1882-1973)                | 1929-1930 | Barreau de Québec               | - Président de l'Association du Barreau canadien (1930-1932) ; - Député fédéral de Québec-Est pour le Parti libéral du Canada (1942-1958) ; - Ministre de la Justice (1941-1946, 1948) ; - Ministre des Affaires étrangères (1946-1948) ; - 12e Premier ministre du Canada (1948-1957). - Bâtonnier de Québec (1929-1930) |             |
| 63e  |                                     | George Archibald Campbell (1875-1964)       | 1930-1931 | Barreau de Montréal             | - Membre du cabinet d'avocat Fleet, Falconer, Cook, Brodie, Magie, Papineau, Campbell, Couture, Kerry & Bruneau ; - Membre du cabinet d'avocat Campbell, McMaster, Couture, Kerry & Bruneau ; - Président de la Canadian Cartage and Storage Company. - Bâtonnier de Montréal (1930-1931) |             |
| 64e  |                                     | Alfred Duranleau (1871-1951)                | 1931-1932 | Barreau de Montréal             | - Député provincial de Montréal-Laurier pour le Parti conservateur du Québec (1923-1927) ; - Député fédéral de Chambly-Verchères pour le Parti conservateur du Canada (1930-1935) ; - Ministre de la Marine (1930-1935) ; - Juge à la Cour supérieure du Québec (1935-1951). - Bâtonnier de Montréal (1931-1932) |             |
| 65e  |                                     | Jules Arthur Gagné                          | 1932-1933 | Barreau de Québec               | |             |
| 66e  |                                     | Henry Noël Chauvin (1871-1948)              | 1933-1934 | Barreau de Montréal             | - Membre du cabinet d'avocat Heneker, Chauvin, Baker, Johnson & Walker ; - Membre du cabinet d'avocat Chauvin, Meagher, Walker, Stewart & Crépeau ; - Membre du cabinet d'avocat Chauvin, Meagher, Walker & Stewart ; - Bâtonnier de Montréal (1933-1934) |             |
| 67e  |                                     | Auguste Désilets                            | 1934-1935 | Barreau de Trois-Rivières       | |             |
| 68e  |                                     | Arthur Vallée                               | 1935-1936 | Barreau de Montréal             | |             |
| 69e  |                                     | Lucien Moraud (1885-1951)                   | 1936-1937 | Barreau de Québec               | - Sénateur canadien de La Salle pour le Parti conservateur du Canada (1933-1951). - Bâtonnier de Québec (1936-1937) |             |
| 70e  | Maurice Duplessis, 1938             | Maurice Duplessis (1890-1959)               | 1937-1938 | Barreau de Trois-Rivières       | - Député provincial de Trois-Rivières pour le Parti conservateur du Québec (1927-1936) ; - Député provincial de Trois-Rivières pour l'Union nationale (1936-1959) ; - Chef de l'opposition officielle (1932-1936, 1939-1944) ; - 16e premier ministre du Québec (1936-1939, 1944-1959) ; - Procureur général du Québec (1936-1939, 1944-1959) ; - Ministre des Terres et Forêts du Québec (1937-1938) ; - Ministre de la Voirie du Québec (1938). - Seul bâtonnier du Québec à avoir été à la fois le premier ministre et le procureur général du Québec actif lors de son bâtonnat. - Bâtonnier de Trois-Rivières (1937-1938) | Droit civil |
| 71e  |                                     | Paul Lacoste (1874-1945)                    | 1938-1939 | Barreau de Montréal             | - Membre du cabinet d'avocat Bisaillon, Brosseau, Lajoie & Lacoste ; - Membre du cabinet d'avocat Kavanagh, Lajoie & Lacoste ; - Membre du cabinet d'avocat Lacoste & Lacoste. - Bâtonnier de Montréal (1938-1939) |             |
| 72e  |                                     | Arthur William Patrick Buchanan (1870-1939) | 1939      | Barreau de Montréal             | - Membre du cabinet d'avocat White, Duclos, O'Halloran & Buchanan ; - Membre du cabinet d'avocat White & Buchanan ; - Membre du cabinet d'avocat Buchanan, Badeau & Buchanan ; - Cinquième bâtonnier à voir son mandat être écourté ; - Second bâtonnier à mourir en fonction. - Bâtonnier de Montréal (1939) |             |
| 73e  |                                     | Lawrence Macfarlane (1876-1944)             | 1939-1940 | Barreau de Montréal             | - Membre du cabinet d'avocat Lafleur, MacDougall, Macfarlane & Barclay ; - Membre du cabinet d'avocat Lafleur, MacDougall, Macfarlane & Pope. - Bâtonnier de Montréal (1939-1940) |             |
| 74e  | Wilfrid Girouard                    | Wilfrid Girouard (1891-1980)                | 1940-1941 | Barreau d'Arthabaska            | - Député fédéral de Drummond-Arthabaska pour le Parti libéral du Canada (1925-1939) ; - Député provincial d'Arthabaska pour le Parti libéral du Québec (1939-1942) ; - Procureur général du Québec (1939-1942) ; - Juge à la Cour supérieure du Québec (1942-1963). - Bâtonnier d'Arthabaska (1934-1936) |             |
| 75e  |                                     | Joseph Morin                                | 1941-1942 | Barreau de Québec               | |             |
| 76e  |                                     | Warwick Fielding Chipman                    | 1942      | Barreau de Montréal             | - Sixième bâtonnier à voir son mandat être écourté. |             |
| 77e  |                                     | Robert Clark McMichael                      | 1942-1943 | Barreau de Montréal             | |             |
| 78e  |                                     | André Taschereau                            | 1943-1944 | Barreau de Québec               | - Président de l'Association du Barreau canadien (1952-1953) |             |
| 79e  |                                     | Antonio Perrault                            | 1944-1945 | Barreau de Montréal             | |             |
| 80e  | Antonio Talbot                      | Antonio Talbot (1900-1980)                  | 1945-1946 | Barreau du Saguenay             | - Député provincial de Chicoutimi pour l'Union nationale (1938-1965) ; - Ministre de la Voirie (1944-1960) ; - Premier bâtonnier du Québec issu du Barreau du Saguenay. |             |
| 81e  |                                     | Antoine Rivard (1898-1985)                  | 1946-1947 | Barreau de Québec               | - Député provincial de Montmagny pour l'Union nationale(1948-1960) ; - Ministre d'État (1948-1954) ; - Solliciteur général du Québec (1950-1959) ; - Ministre des Transports et des Communications (1954-1960) ; - Procureur général du Québec (1959-1960) ; - Juge puîné à la Cour du Banc de la Reine (1961-1973). - Bâtonnier de Québec (1946-1947) |             |
| 82e  |                                     | Gustave Monette                             | 1947-1948 | Barreau de Montréal             | |             |
| 83e  |                                     | Paul Henri Bouffard                         | 1948-1949 | Barreau de Québec               | |             |
| 84e  |                                     | François Philippe Brais                     | 1949-1950 | Barreau de Montréal             | - Président de l'Association du Barreau canadien (1944-1945). |             |
| 85e  |                                     | Édouard Asselin (1892-1975)                 | 1950-1951 | Barreau de Montréal             | - Conseiller législatif pour la division de Wellington (1946-1968). - Bâtonnier de Montréal (1950-1951) |             |
| 86e  |                                     | Robert Tellier                              | 1951-1952 | Barreau des Laurentides         | - Premier bâtonnier du Québec issu du Barreau des Laurentides. |             |
| 87e  | Jacques Dumoulin                    | Jacques Dumoulin (1898-1988)                | 1952-1953 | Barreau de Québec               | - Député provincial de Montmorency pour le Parti libéral du Québec (1939-1948) ; - Juge à la Cour de l'échiquier du Canada (1955-1970) ; - Juge à la Cour fédérale du Canada - Division d'appel (1970-1972). - Bâtonnier de Québec (1952-1953) |             |
| 88e  |                                     | Jean Martineau                              | 1953-1954 | Barreau de Montréal             | |             |
| 89e  |                                     | Noël Dorion (1904-1980)                     | 1954-1955 | Barreau de Québec               | - Conseiller municipal de Sainte-Foy (1942-1949) ; - Député fédéral de Bellechasse pour le Parti progressiste-conservateur du Canada (1958-1962) ; - Secrétaire d'État du Canada (1960-1962) ; - Président du Bureau du Conseil privé du Canada (1961-1962). - Bâtonnier de Québec (1954-1955) |             |
| 90e  |                                     | John G. Ahern                               | 1955-1956 | Barreau de Montréal             | |             |
| 91e  |                                     | Jean-Paul Galipeault                        | 1956-1957 | Barreau de Québec               | |             |
| 92e  |                                     | Hugh Emmet O'Donnell                        | 1957-1958 | Barreau de Montréal             | |             |
| 93e  |                                     | Albert Leblanc                              | 1958-1959 | Barreau de Richelieu            | - Premier bâtonnier du Québec issu du Barreau de Richelieu. |             |
| 94e  |                                     | Bernard Bourdon                             | 1959-1960 | Barreau de Montréal             | |             |
| 95e  |                                     | Adrian K. Hugessen                          | 1960-1961 | Barreau de Montréal             | |             |
| 96e  |                                     | Roger Létourneau                            | 1961-1962 | Barreau de Québec               | |             |
| 97e  |                                     | François Nobert                             | 1962-1963 | Barreau de Trois-Rivières       | |             |
| 98e  |                                     | John Lewis O'Brien                          | 1963-1964 | Barreau de Montréal             | |             |
| 99e  |                                     | Léon Lalande                                | 1964-1965 | Barreau de Montréal             | |             |
| 100e |                                     | Yves Prévost (1908-1997)                    | 1965-1966 | Barreau de Québec               | - Député provincial de Montmorency pour l'Union nationale (1948-1962) ; - Ministre des Affaires municipales (1953-1956) ; - Secrétaire de la province (1956-1960) ; - Chef de l'opposition officielle à l'Assemblée nationale du Québec (1960-1961) ; - Président de la Commission royale sur l'administration de la justice en matière criminelle et pénale - Commission Prévost (1967-1970) ; - Juge en chef adjoint à la Cour de bien-être social de Québec (1969-1975). - Bâtonnier de Québec (1965-1966) |             |
| 101e |                                     | Alexander John Campbell                     | 1966-1967 | Barreau de Montréal             | - Médaille du Barreau de Montréal. |             |
| 102e |                                     | François Lajoie                             | 1967-1968 | Barreau de Trois-Rivières       | |             |
| 103e |                                     | Louis-Philippe de Grandpré (1917-2008)      | 1968-1969 | Barreau de Montréal             | - Président de l'Association du Barreau canadien (1972-1973) ; - Juge puîné à la Cour suprême du Canada (1974-1977) ; - Médaille du Barreau de Montréal. - Bâtonnier de Montréal (1968-1969) |             |
| 104e |                                     | Claude Gagnon                               | 1969-1970 | Barreau de Québec               | |             |
| 105e |                                     | Marcel Cinq-Mars                            | 1970-1971 | Barreau d’Abitibi-Témiscamingue | - Premier bâtonnier du Québec issu du Barreau d'Abitibi-Témiscamingue. |             |
| 106e |                                     | Yvon Jasmin                                 | 1971-1972 | Barreau de Montréal             | |             |
| 107e |                                     | Jean Moisan                                 | 1972-1973 | Barreau d’Arthabaska            | - Avocat émérite. |             |
| 108e |                                     | Jacques Viau (1919-2003)                    | 1973-1974 | Barreau de Montréal             | - Président de l'Association du Barreau canadien (1977-1978) ; - Médaille du Barreau de la province de Québec. - Bâtonnier de Montréal (1973-1974) |             |
| 109e |                                     | Michel Robert (1938- )                      | 1974-1975 | Barreau de Richelieu            | - Président des Jeunes libéraux du Canada (1963-1965) ; - Membre de la Commission royale sur l'union économique et les perspectives de développement du Canada - Commission Macdonald (1982-1985) ; - Président du Parti libéral du Canada (1986-1990) ; - Juge puîné à la Cour d'appel du Québec (1995-2002) ; - Juge en chef du Québec (2002-2011). - Bâtonnier de Richelieu (1991-1992) |             |
| 110e |                                     | Henri Grondin                               | 1975-1976 | Barreau de Québec               | |             |
| 111e |                                     | André Brossard                              | 1976-1977 | Barreau de Montréal             | |             |
| 112e |                                     | Viateur Bergeron                            | 1977-1978 | Barreau de Hull                 | - Premier bâtonnier du Québec issu du Barreau de Hull. |             |
| 113e |                                     | Guy Pépin                                   | 1978-1979 | Barreau de Montréal             | - Mérite du Barreau du Québec. |             |
| 114e |                                     | Paul Vézina                                 | 1979-1980 | Barreau de Québec               | - Mérite du Barreau du Québec ; - Juge puîné à la Cour d'appel du Québec (2005-2018). |             |
| 115e |                                     | Bernard E. Blanchard                        | 1980-1981 |                                 | |             |
| 116e |                                     | Jules Allard                                | 1981-1982 |                                 | |             |
| 117e |                                     | Claude Tellier                              | 1982-1983 |                                 | |             |
| 118e |                                     | Louis LeBel (1939-2023)                     | 1983-1984 |                                 | - Juge puîné à la Cour d'appel du Québec (1984-2000) ; - Juge puîné à la Cour suprême du Canada (2000-2014) ; - Médaille du Barreau du Québec ; - Médaille du Barreau de Québec. |             |
| 119e |                                     | Pierre Sébastien                            | 1984-1985 |                                 | |             |
| 120e |                                     | Clément Trudel                              | 1985-1986 | Barreau des Laurentides         | |             |
| 121e | SergeMénard                         | Serge Ménard (1941- )                       | 1986-1987 | Barreau de Montréal             | - Député provincial de Laval-des-Rapides pour le Parti québécois (1993-2003) ; - Ministre de la Sécurité publique du Québec (1994-1996, 1998-2002, 2002-2003) ; - Ministre d'État à la Métropole (1996-1997) ; - Ministre de la Justice du Québec et Procureur général du Québec (1997-1998, 1999) ; - Ministre des Transports du Québec (2002-2003) ; - Député fédéral de Marc-Aurèle-Fortin pour le Bloc québécois (2004-2011) ; - Président de la Commission spéciale d'examen des événements du printemps 2012 - Commission Ménard (2013-2014).                                                                            |             |
| 122e |                                     | Michel Jolin                                | 1987-1988 |                                 | |             |
| 123e |                                     | Guy Gilbert                                 | 1988-1989 | Barreau de Montréal             | |             |
| 124e |                                     | André Gauthier (1915-1994)                  | 1989-1990 | Barreau de la Côte-Nord         | - Député fédéral du Lac-Saint-Jean pour le Parti libéral du Canada (1949-1958) ; - Médaille du Barreau du Québec ; - Premier bâtonnier du Québec issu du Barreau de la Côte-Nord. - Bâtonnier de la Côte-Nord (1981-1983) |             |
| 125e |                                     | Sylviane Borenstein                         | 1990-1991 |                                 | - Première femme à devenir bâtonnière du Québec ; - Première personne de confession juive à devenir bâtonnière du Québec. |             |
| 126e |                                     | Jean Paquet                                 | 1991-1992 | Barreau de Québec               | |             |
| 127e |                                     | Paul P. Carrière                            | 1992-1993 |                                 | |             |
| 128e | Denis Paradis                       | Denis Paradis (1949- )                      | 1993-1994 | Barreau de Bedford              | - Député fédéral de Brome-Missisquoi pour le Parti libéral du Canada (1995-2006, 2015-2019) ; - Ministre d'État pour les institutions financières (2003-2004). |             |
| 129e |                                     | Claudette Picard                            | 1994-1995 |                                 | |             |
| 130e |                                     | Jocelyne Olivier                            | 1995-1996 | Barreau de Québec               | - Première bâtonnière à succéder à une autre bâtonnière ; - Mérite Christine-Tourigny. |             |
| 131e |                                     | Claude Masse (1948-2004)                    | 1996-1997 | Barreau de Montréal             | - Médaille du Barreau du Québec ; - Prix de la justice du Québec ; - Prix de l'Office de protection du consommateur. |             |
| 132e |                                     | Serge Francoeur                             | 1997-1998 | Barreau de la Côte-Nord         | |             |
| 133e |                                     | Jacques R. Fournier                         | 1998-1999 | Barreau de Montréal             | |             |
| 134e |                                     | Denis Jacques                               | 1999-2000 | Barreau de Québec               | |             |

#### XXIe siècle
| Rang | Image        | Nom                         | Bâtonnat  | Barreau de section   | Notes | Spécialité |
| ---- | ------------ | --------------------------- | --------- | -------------------- | --- | ---------- |
| 135e |              | Ronald Montcalm             | 2000-2001 | Barreau de Montréal  | |            |
| 136e |              | Francis Gervais             | 2001-2002 | Barreau de Laval     | - Mérite du Barreau du Québec. |            |
| 137e |              | Claude G. Leduc             | 2002-2003 | Barreau de Montréal  | |            |
| 138e |              | Pierre Gagnon               | 2003-2004 | Barreau de Québec    | - Mérite du Barreau du Québec. |            |
| 139e |              | Denis Mondor                | 2004-2005 | Barreau de Montréal  | |            |
| 140e |              | Madeleine Lemieux           | 2005-2006 |                      | - Médaille du Barreau du Québec. |            |
| 141e |              | Stéphane Rivard             | 2006-2007 | Barreau de Montréal  | |            |
| 142e | Michel Doyon | Michel Doyon (1943- )       | 2007-2008 | Barreau de Québec    | - Premier Vérificateur général de Montréal ; - Lieutenant-gouverneur du Québec (2015- ) ; - Avocat émérite ; - Médaille du Barreau du Québec. - Bâtonnier de Québec (2003-2004)                                                                        |            |
| 143e |              | Gérald R. Tremblay          | 2008-2009 | Barreau de Montréal  | - Avocat émérite. |            |
| 144e |              | Pierre Chagnon              | 2009-2010 | Barreau de Longueuil | - Avocat émérite. |            |
| 145e |              | Gilles Ouimet (1962- )      | 2010-2011 | Barreau de Montréal  | - Député provincial de Fabre pour le Parti libéral du Québec (2012-2015) ; - Avocat émérite. - Bâtonnier de Montréal (2007-2008) |            |
| 146e |              | Louis Masson                | 2011-2012 | Barreau de Québec    | - Avocat émérite. |            |
| 147e |              | Nicolas Plourde             | 2012-2013 | Barreau de Montréal  | - Avocat émérite. |            |
| 148e |              | Johanne Brodeur             | 2013-2014 | Barreau de Longueuil | - Avocate émérite ; - Mérite du Barreau du Québec. |            |
| 149e |              | Bernard Synnott             | 2014-2015 | Barreau de Montréal  | - Avocat émérite ; - Mérite du Barreau du Québec. |            |
| 150e |              | Lu Chan Khuong (1970- )     | 2015      | Barreau de Québec    | - Avocate émérite ; - Prix Louis-Philippe Pigeon ; - Septième bâtonnière à voir son mandat être écourté ; - Première bâtonnière à être destituée de son poste ; - Première bâtonnière issue d'une minorité visible. - Bâtonnière de Québec (2010-2011) |            |
| 151e |              | Claudia P. Prémont          | 2015-2017 | Barreau de Québec    | - Avocate émérite. |            |
| 152e |              | Paul-Matthieu Grondin ( - ) | 2017-2021 | Barreau de Montréal  | - Président du Jeune Barreau de Montréal (2014-2015) ; - Quatrième bâtonnier à être élu pour deux mandats consécutifs. |            |
| 153e |              | Catherine Claveau ( - )     | 2021-     | Barreau de Québec    | - Enseignante à l'École du Barreau (2004-2017) |            |

#### Droit
- Avocat, Juriste, Juge
- Droit au Québec, Droit civil
- Histoire du droit au Québec
- XVIIIe siècle en droit au Québec, XIXe siècle en droit au Québec, XXe siècle en droit au Québec, XXIe siècle en droit au Québec
- Luttes féministes pour l'admission des femmes au Barreau du Québec
- Système judiciaire du Québec, Loi du Québec
- Barreau du Québec, Districts judiciaires du Québec
- Code civil du Bas-Canada, Code criminel du Canada